# Rinadia mathevossiana.
Rinadia mathevossiana. är en rundmaskart som först beskrevs av Ruchliadev 1948.  Rinadia mathevossiana. ingår i släktet Rinadia och familjen Trichostrongylidae. Inga underarter finns listade i Catalogue of Life.